# Kacsug
Kacsug (oroszul: Качуг) városi jellegű település Kelet-Szibériában, Oroszország Irkutszki területén, a Kacsugi járás székhelye.
Lakossága: 7011 fő (a 2010. évi népszámláláskor).

## Fekvése
Az Irkutszki terület déli részén, Irkutszk területi székhelytől országúton 247 km-re északkeletre, a Felső-Léna két partján helyezkedik el.
Észak felé országút köti össze a Léna parti Zsigalovóval is (137 km). A Zsigalovóba vezető úton a korábbi ponton híd helyett 2009-ben új, állandó híd épült a Lénán, melyet 2009-ben adták át.

## Története
Neve az evenki кочо szóból (jelentése 'folyó kanyarulata') származik. 1686-ban alapították, 1935-ben kapott városi jellegű település státust. 1933-ban a bal parton hajógyárat létesítettek, mely az 1970-es években érte el termelésének csúcspontját. A század végére a hajóépítés teljesen megszűnt, azóta az üzem területén fűrésztelep működik.